# Nazionale maschile under 16 di calcio della Russia
La Nazionale di calcio russa Under-16 è la rappresentativa calcistica Under-16 della Russia ed è posta sotto l'egida della RFS. Nella gerarchia delle Nazionali calcistiche giovanili russe è posta prima della Nazionale Under-17.